# Sant Sebastià de Forques

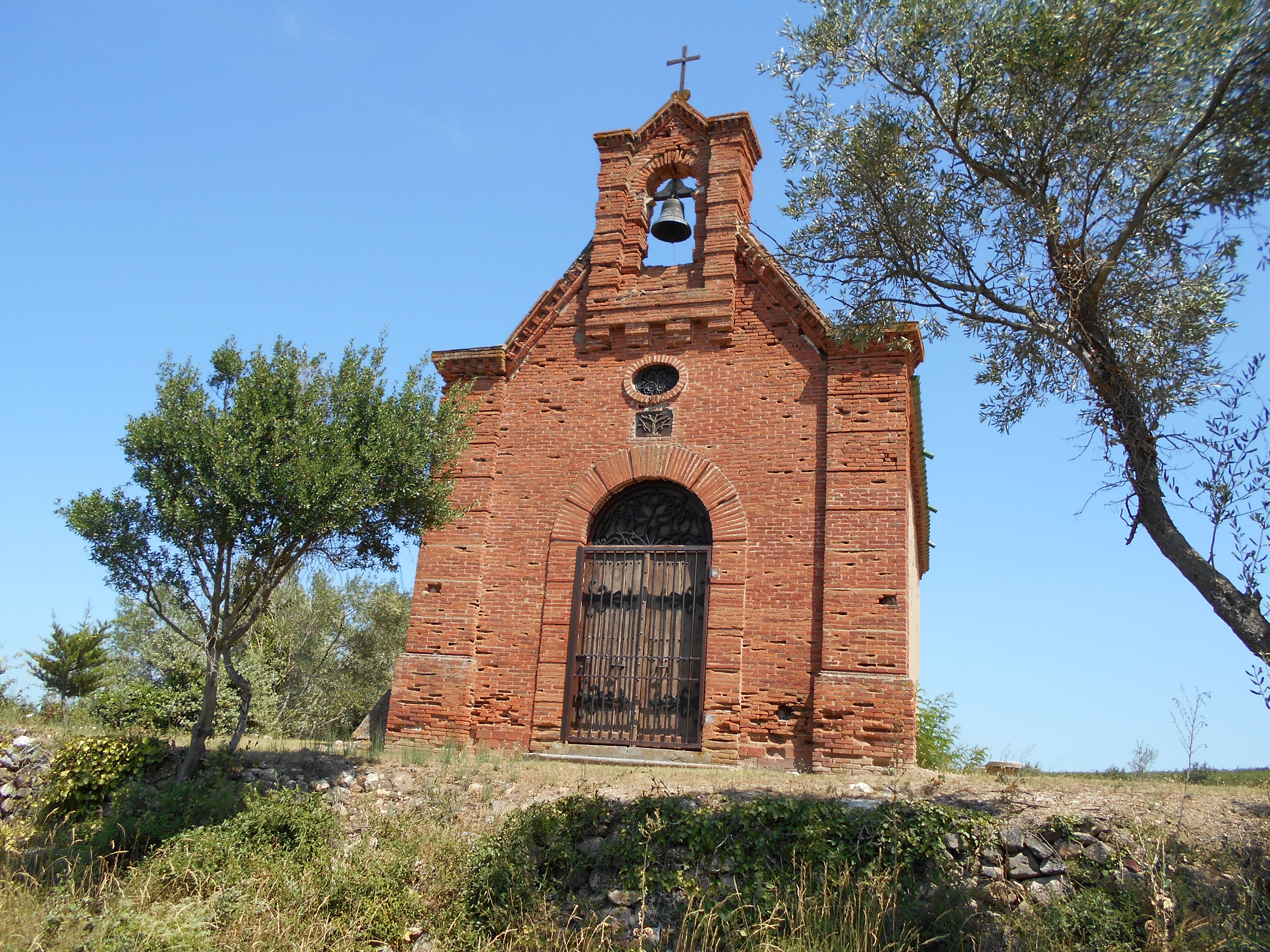
Façana de ponent de l'església

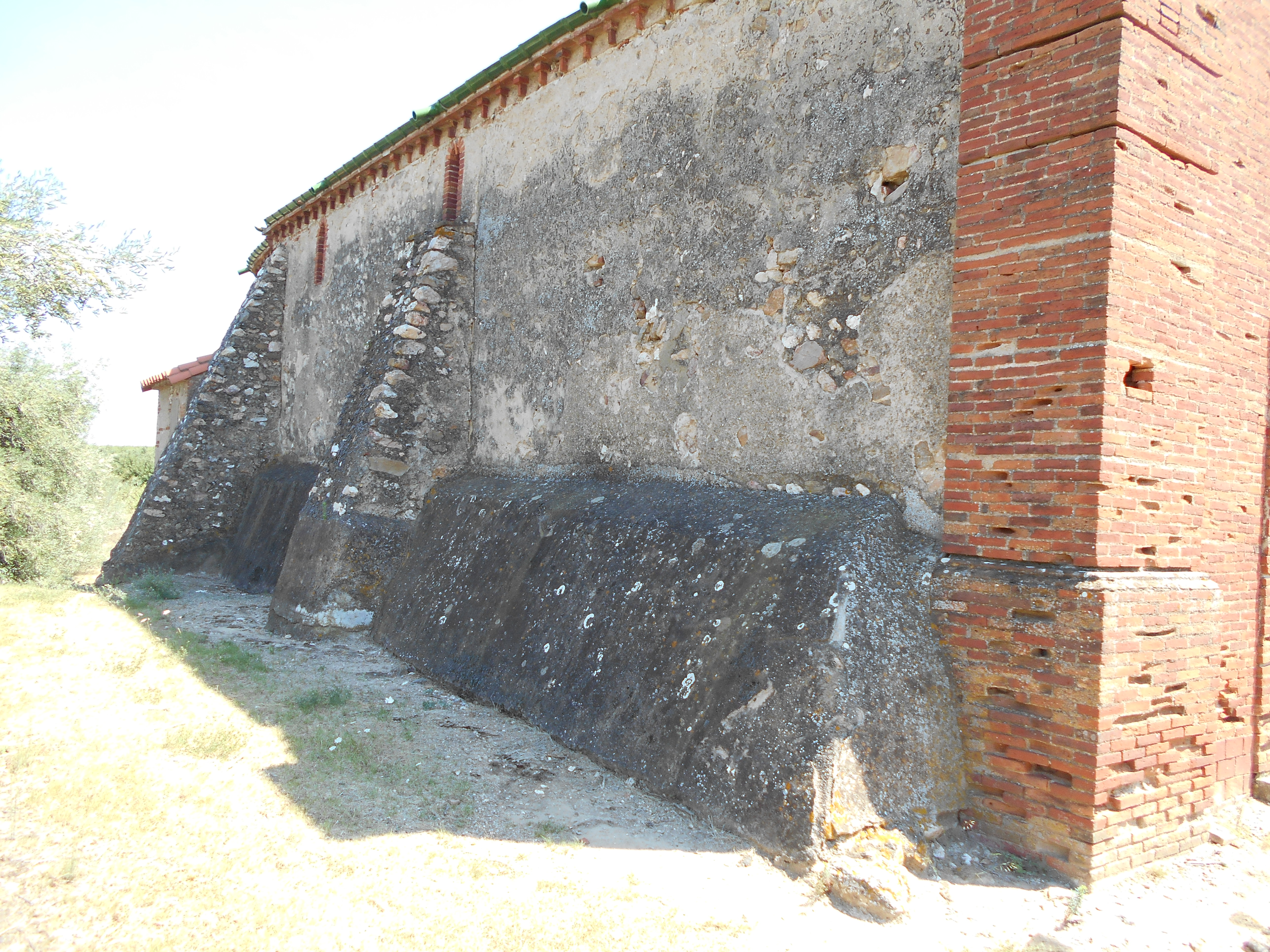
Façana septentrional de l'església

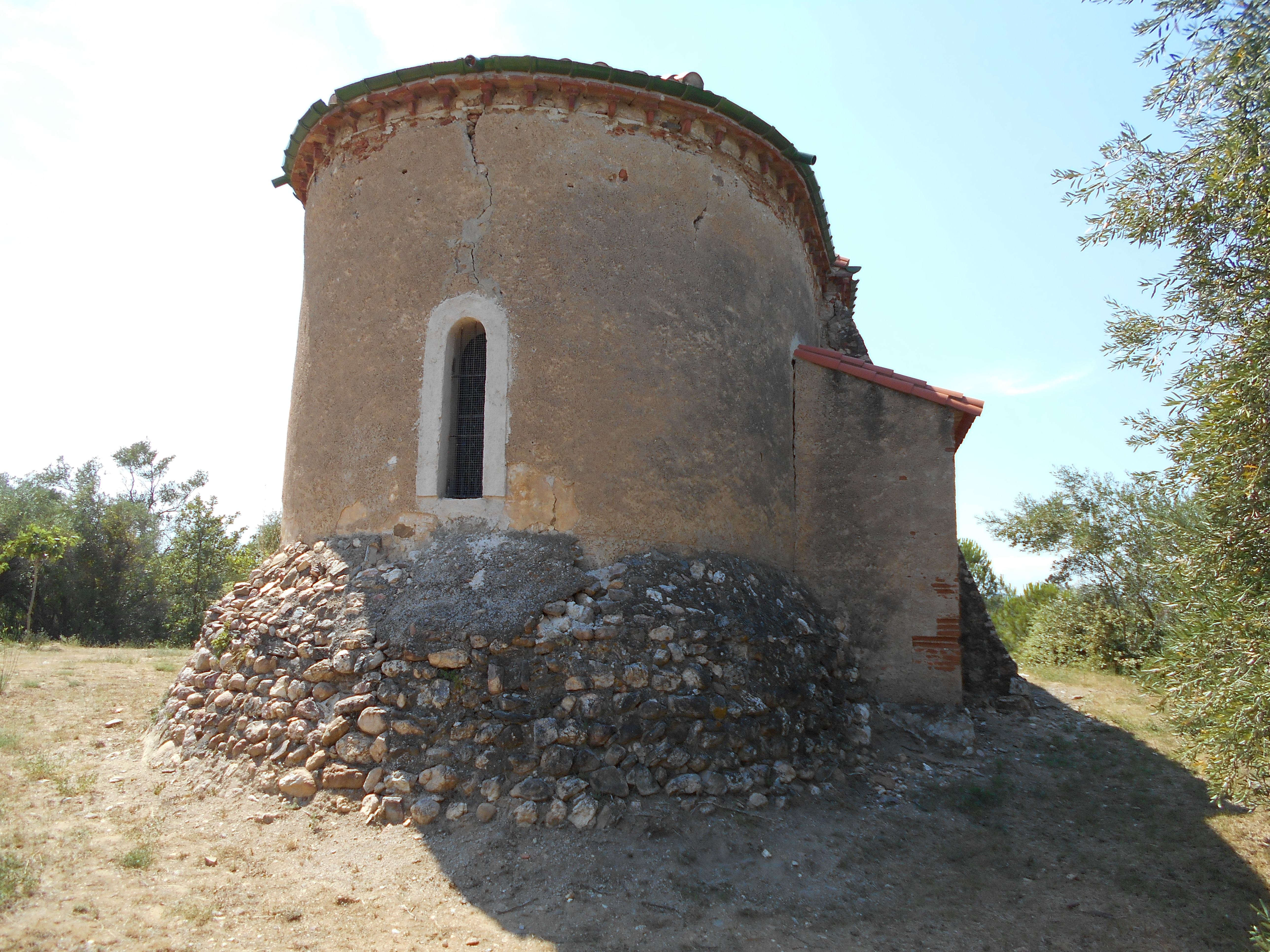
L'absis, amb les restes de l'església primitiva

Sant Sebastià de Forques és una església del poble rossellonès de Forques, a la subcomarca dels Aspres, de la Catalunya del Nord.
Està situada a prop al sud-est del poble de Forques. Hi mena des del poble un camí que és continuació del carrer de Sant Sebastià.

## Descripció
És una església d'una sola nau, amb absis a llevant, amb una orientació que recorda la de les esglésies romàniques. La major part de la construcció és de darreries de l'edat moderna, però el mur nord, amb els contraforts allí existents i el basament de l'absis mostren restes de l'església que hi hagué anteriorment en aquest lloc, d'origen preromànic.